# Нексо Найтс
«Нексо Найтс» (англ. Nexo Knights) — датский анимационный телевизионный сериал на основе серии игрушек LEGO Nexo Knights, транслируемый на канале Cartoon Network. Мультсериал повествует о пятёрке рыцарей, защищающих королевство Найтония от врагов.
Премьера состоялась 13 декабря 2015 года на канале Cartoon Network. На данный момент вышло 4 сезона, по 10 серий в каждом. Премьера в России состоялась 26 декабря 2015 года на канале Cartoon Network.

## Сюжет
Высокотехнологичное королевство Найтония в опасности. Бывший королевский шут украл странную говорящую Книгу Монстров. Используя свою злую магию, книга призывает опасных лавовых монстров и нападает на королевство. Смелым, но неопытным Нексо-рыцарям приходится встать на защиту земель Найтонии. В своей удивительной передвижной крепости и с помощью цифрового волшебника Мерлока 2.0 они используют Нексо-силы, оцифрованную магию. Но у шута и Книги Монстров есть свой зловещий план, который способен обречь на гибель некогда мирное королевство.

## Персонажи

### Главные
- Клей Мурингтон (англ. Clay Moorington, озвучивает Джилз Пэнтон[англ.]) — лидер Нексо-рыцарей, свято чтёт рыцарский кодекс чести и всегда готов прийти на помощь попавшим в беду.
- Аарон Фокс (англ. Aaron Fox, озвучивает Алессандро Юлиани) — рыцарь в зелёных доспехах, любит острые ощущения. Некоторое время был лидером рыцарей вместо Клэя, превратившегося в каменную статую.
- Мейси Хальберт (англ. Macy Halbert, озвучивает Эрин Мэтьюс) — рыцарь в красных доспехах и, по совместительству, принцесса Найтонии. Она хочет жить нормальной жизнью, но её отец постоянно заставляет её выполнять «королевские обязанности»
- Ланс Ричмонд (англ. Lance Richmond, озвучивает Ян Ханлин) — рыцарь в белых доспехах, очень богат, знаменит и обаятелен. Иногда бывает заносчивым и по этой причине вступает в разногласия с Клэем.
- Аксель (англ. Axl, озвучивает Брайан Драммонд[англ.]) — рыцарь в жёлтых доспехах, добродушный великан, силён и очень любит поесть.

### Второстепенные
- Мерлок 2.0 (англ. Merlok 2.0, озвучивает Брайан Драммонд) — цифровой чародей и дядя Клэя, помогающий Нексо-рыцарям в борьбе с монстрами. В прошлом был чародеем из плоти и крови, который сумел победить злого некроманта Монстрокса и превратить его в книгу.
- Робин Андервуд (англ. Robin Underwood, озвучивает Эрин Мэтьюс) — первокурсник рыцарской академии, мастер на все руки. Сооружает всю технику для рыцарей.
- Ава Прентис (англ. Ava Prentis, озвучивает Марика Хендрикс[англ.]) — первокурсница рыцарской академии, гений программирования, помогающая Нексо-рыцарям внутри их передвижной крепости Фортрекса.
- Король Хальберт (англ. King Halbert, озвучивает Брайан Драммонд) — король Найтонии и отец Мэйси. Хотя он и позволяет дочке быть рыцарем, но предпочитает видеть Мэйси в красивых платьях в качестве принцессы.
- Королева Хальберт (англ. Quenn Halbert, озвучивает Николь Оливер[англ.]) — королева Найтонии и мать Мэйси. Поощряет желание дочери быть рыцарем, ведь она сама любит орудовать булавой.
- Джестро (англ. Jestro, озвучивает Винсент Тонг[англ.]) — бывший королевский шут, вставший на путь зла. Он только учится быть злодеем, поэтому попадает под влияние Монстрокса, который использует его для своих злобных целей.
- Монстрокс (англ. Monstrox, озвучивает Марк Оливер) — в прошлом могущественный некромант, нашедший запретные силы, которые свели его с ума. Был остановлен чародеем Мерлоком и превращён в книгу. Не имея больше своего физического тела, Монстрокс использовал шута Джестро для осуществления своих планов.
- Руина Сердцекаменная (англ. Ruina Stoneheart) — каменная статуя сестры Мерлока и матери Клэя Ванды, входившей когда-то в совет волшебников. Она была склонена Монстроксом на сторону зла, а позже превращена в камень своим братом. Много лет спустя была оживлена молнией Монстрокса.

## Список серий

### Обзор
| Сезон | Сезон | Количество эпизодов | Период показа   | Период показа   | Период показа   |
| Сезон | Сезон | Количество эпизодов | Начало сезона   | Финал сезона    | Телесеть        |
| ----- | ----- | ------------------- | --------------- | --------------- | --------------- |
|       | 1     | 10                  | 13 декабря 2015 | 24 марта 2016   | Cartoon Network |
|       | 2     | 10                  | 13 августа 2016 | 22 октября 2016 | Cartoon Network |
|       | 3     | 10                  | 4 февраля 2017  | 8 апреля 2017   | Cartoon Network |
|       | 4     | 10                  | 21 августа 2017 | 1 сентября 2017 | Cartoon Network |

### Сезон 1 (2015—2016)
| № | Название                                                   | Режиссёр      | Авторы сценария | Дата премьеры   | Зрители США (в миллионах) |
| --- | ---------------------------------------------------------- | ------------- | --------------- | --------------- | ------------------------- |
| 1 | «The Book of Monsters — Part 1» «Книга Монстров — Часть 1» | Стью Гэймбл   | Марк Хоффмейер  | 13 декабря 2015 | 0.92                      |
| Пятёрка выпускников рыцарской академии готовится к принятию титула рыцарей от короля, а тем временем королевский шут Джестро находит в библиотеке Мерлока зловещую Книгу Монстров. Она предлагает ему стать злодеем, и Джестро соглашается. В это время в библиотеке появляется Мерлок и, пытаясь остановить шута, вызывает мощный взрыв.                                                                                                   |                                                            |               |                 |                 |                           |
| 2 | «The Book of Monsters — Part 2» «Книга Монстров — Часть 2» | Джерри Фордер | Марк Хоффмейер  | 13 декабря 2015 | 0.79                      |
| Только что посвящённые рыцари подавлены утратой чародея Мерлока, Клэй винит себя в произошедшем. Выжившие Джестро и Книга Монстров находят одну из злых книг, которую взрывом выкинуло из библиотеку. С её помощью Книга Монстров призывает лавовых монстров и двигает свою армию на столицу королевства. Пятёрка рыцарей пытается остановить монстров, а в это время Мерлок возрождается в цифровом виде и готов прийти на помощь рыцарям. |                                                            |               |                 |                 |                           |
| 3 | «The Power of Merlok» «Сила Мерлока»                       | Стью Гэймбл   | Эрни Альтбекер  | 13 января 2016  | 0.87                      |
| Джестро с монстрами пытается захватить деревню Водоград, которая обеспечивает водой всё королевство. Нексо-рыцари должны быстро добраться до места битвы на своей мобильной крепости Фортрекс. |                                                            |               |                 |                 |                           |
| 4 | «The Knight's Code» «Рыцарский кодекс чести»               | Джерри Фордер | Эндрю Робинсон  | 14 января 2016  | 0.79                      |
| Король с королевой отправляются в поездку по королевству, и Джестро намерен взять их плен. На своём Джестро-мобиле он отправляется в погоню, Нексо-рыцари следуют за ним. |                                                            |               |                 |                 |                           |
| 5 | «Fright Knight» «Ночь страха»                              | Стью Гэймбл   | Джон Деревлэни  | 15 января 2016  | 0.89                      |
| Джестро находит могущественную книгу страха и призывает Випареллу. Этот монстр использует свои хлысты, чтобы воплотить страхи рыцарей в реальность. Лишь Аарон не поддаётся Випарелле. Поэтому именно ему предстоит спасти своих друзей. |                                                            |               |                 |                 |                           |
| 6 | «The Golden Castle» «Золотой дворец»                       | Джерри Фордер | Эрни Альтбекер  | 3 марта 2016    | 0.87                      |
| Лансу предлагают сняться в новом фильме известного режиссёра Штрохайма. Он уговаривает и других Нексо-рыцарей быть массовкой в фильме. Джестро и Книга Монстров тоже недалеко. |                                                            |               |                 |                 |                           |
| 7 | «The Maze of Amazement» «Лабиринт лжи»                     | Стью Гэймбл   | Эндрю Робинсон  | 10 марта 2016   | 0.97                      |
| Нексо-рыцари и Джестро попадают в таинственный лабиринт, в котором всё не то, чем кажется. Выясняется, что это проделки книги лжи, и лишь смекалка поможет найти выход из лабиринта. |                                                            |               |                 |                 |                           |
| 8 | «The Black Knight» «Чёрный рыцарь»                         | Джерри Фордер | Джон Деревлэни  | 17 марта 2016   | 1.15                      |
| Книга Монстров с помощью книги лжи создаёт фальшивых Нексо-рыцарей, чтобы подставить настоящих, но неожиданно в игру вступает таинственный чёрный рыцарь, вставший на защиту Найтонии. |                                                            |               |                 |                 |                           |
| 9 | «The Book of Total Badness» «Книга великих бед»            | Стью Гэймбл   | Марк Хоффмейер  | 24 марта 2016   | 1.13                      |
| Джестро разрабатывает зловещий план, как победить рыцарей, и начинает его осуществление. Лавовые монстры ловят Нексо-рыцарей поодиночке, и теперь ничто не мешает им захватить столицу королевства. |                                                            |               |                 |                 |                           |
| 10 | «The Might and the Magic» «Сила и магия»                   | Джерри Фордер | Марк Хоффмейер  | 24 марта 2016   | 1.07                      |
| Аарону удаётся освободить себя и друзей из плена монстров. Тем временем у столицы разгорается сражение. Джестро почти побеждает, но Клэй использует мощную Нексо-силу и побеждает полчища монстров. |                                                            |               |                 |                 |                           |

### Сезон 2 (2016)
| № | Название                                               | Режиссёр          | Авторы сценария  | Дата премьеры    | Зрители США (в миллионах) |
| --- | ------------------------------------------------------ | ----------------- | ---------------- | ---------------- | ------------------------- |
| 1 | «Back to School» «Назад в школу»                       | Стью Гэймбл       | Марк Хоффмейер   | 13 августа 2016  | 0.86                      |
| Книга Монстров и Джестро охотятся за какой-то реликвией, и Нексо-рыцари узнают, что она хранится в библиотеке рыцарской академии. Они считают, что Джестро понадобилась новая злая книга, но после атаки на библиотеку оказывается, что ему нужен был снежный шар с заключённым в нём замком. |                                                        |                   |                  |                  |                           |
| 2 | «Greed Is Good?» «Жадность — это хорошо?»              | Джерри Фордер     | Марк Хоффмейер   | 13 августа 2016  | 0.86                      |
| Книга Монстров находит книгу жадности и использует её силу, чтобы украсть всё золото для замка Джестро в самой богатой деревне королевства — Аурумвиле. Но вместе с золотом лавовые монстры похищают родителей Ланса, однако брезгливые Ричмонды выводят из себя похитителей. |                                                        |                   |                  |                  |                           |
| 3 | «The Book of Obsession» «Книга Одержимости»            | Стью Гэймбл       | Эрни Альтбекер   | 13 августа 2016  | 0.86                      |
| Нексо-рыцарям поручено охранять ценный комикс на фестивале костюмов. Книга Монстров жаждет заполучить его и с Джестро проникает на фестиваль. |                                                        |                   |                  |                  |                           |
| 4 | «The King's Tournament» «Королевский турнир»           | Джерри Фордер     | Джон Деревлэни   | 10 сентября 2016 | 0.55                      |
| На праздновании в честь дня рождения короля команда Жадно-рыцарей бросает вызов Нексо-рыцарям. На следующий день в столице они состязаются на турнире, и преимущество явно на стороне Жадно-рыцарей. |                                                        |                   |                  |                  |                           |
| 5 | «Monster Chef» «Монстр-шеф»                            | Шон Пол Вермьюлен | Дэвид Макдермотт | 17 сентября 2016 | 0.76                      |
| Знаменитый шеф-повар Рэмбли устраивает кулинарное состязание за книгу самых острых блюд. Книга Монстров желает получить такую книгу, чтобы сделать своих монстров опаснее. Замасикрованные монстры принимают участие в состязании. Аксель и шеф Эклер должны выиграть книгу, чтобы она не досталась врагу. |                                                        |                   |                  |                  |                           |
| 6 | «Knight Out» «Рыцарь на отдыхе»                        | Джерри Фордер     | Марк Хоффмейер   | 24 сентября 2016 | 0.74                      |
| Нексо-рыцари отправляют Клэя в отпуск в пятизвёздочный отель на берегу моря. Персонал отеля ведёт себя очень жестоко с постояльцами, и вскоре Клэй обнаруживает, что во всём виновата книга жестокости. |                                                        |                   |                  |                  |                           |
| 7 | «Saturday Knight Fever» «Рыцарская лихорадка»          | Шон Пол Вермьюлен | Эрни Альтбекер   | 1 октября 2016   | 0.67                      |
| Книга Монстров придумывает зловещий план, как обезвредить Нексо-рыцарей и похитить короля с королевой. Лавовые монстры заражают рыцарей инфекцией, и теперь они должны преодолеть болезнь и сорвать планы Книги Монстров. |                                                        |                   |                  |                  |                           |
| 8 | «Open Mic Knight» «Шутки у микрофона»                  | Джерри Фордер     | Джон Деревлэни   | 8 октября 2016   | 0.65                      |
| Джестро и Книга Монстров посещают Смехотаун и обнаруживают, что жители деревни безумно любят комедиантов. Джестро в дуэте с Книгой Монстров становятся новыми звёздами Смехотауна, но знаменитого комедианта Джокса Найтли не устраивает, что у него отобрали всю популярность и похищает напарника Джестро. В доме у Джокса Книга Монстров находит книгу предательства — последнюю, которая нужна для завершения злого плана, однако всё идёт не так. Под воздействием книги Джестро предаёт монстров и убегает с последней книгой. |                                                        |                   |                  |                  |                           |
| 9 | «The Fortrex and the Furious» «В погоне за Фортрексом» | Дипэн Гажжар      | Марк Хоффмейер   | 15 октября 2016  | 0.66                      |
| Джестро с книгой предательства попадается Нексо-рыцарям. Клэй всеми силами пытается защитить старого друга от монстров, но Джестро всё-таки попадается Книге Монстров. В огненном замке Джестро узнаёт, что Книга Монстров — древний некромант Монстрокс, которого когда-то победил Мерлок. |                                                        |                   |                  |                  |                           |
| 10 | «Kingdom of Heroes» «королевство героев»               | Дипэн Гажжар      | Марк Хоффмейер   | 22 октября 2016  | 0.61                      |
| Клэй похищает книгу предательства и приносит её Монстроксу в обмен на Джестро. Нексо-рыцари штурмуют огненный замок, а Мерлоку приходится рискнуть жизнью для победы на Монстроксом прежде, чем тот обретёт новое тело. |                                                        |                   |                  |                  |                           |

### Сезон 3 (2017)
| № | Название                                         | Режиссёр          | Авторы сценария | Дата премьеры   | Зрители США (в миллионах) |
| --- | ------------------------------------------------ | ----------------- | --------------- | --------------- | ------------------------- |
| 1 | «The Cloud» «Облако»                             | Джерри Фордер     | Марк Хоффмейер  | 4 февраля 2017  | 0.77                      |
| Много времени прошло с тех пор, как была побеждена Книга Монстров. В отсутствие монстров рыцари нашли себе новые занятия, а Джестро пытается загладить свою вину перед жителями королевства. Но вскоре Монстрокс возвращается в виде облака и снова обращает Джестро на сторону зла. С помощью своих волшебных молний он оживляет каменные статуи и стремится вернуться на место своего последнего поражения. |                                                  |                   |                 |                 |                           |
| 2 | «A Little Rusty» «Слегка заржавел»               | Джерри Фордер     | Марк Хоффмейер  | 11 февраля 2017 | 0.70                      |
| Нексо-рыцари противостоят каменным монстрам, но их нексо-силы бесполезны, ведь Монстрокс вновь и вновь оживляет статуи. Найдя свой посох, Монстрокс с Джестро уходят восвояси. Злое облако приводит монстров в каньон, где хранится запретная сила Монстрокса. В это время Мерлок 2.0 придумывает способ победить каменных монстров. Он соединяет три нексо-силы и получает комбо-силу. Нексо-рыцари пробуют новую силу на монстрах и побеждают, но в Клэя попадает молния Монстрокса, что влечёт необратимые изменения. |                                                  |                   |                 |                 |                           |
| 3 | «Mount Thunderstrox» «Гора Громострокс»          | Шон Пол Вермьюлен | Марк Хоффмейер  | 18 февраля 2017 | 0.69                      |
| Монстрокс приводит Джестро к горе Громострокс, где он отдаёт первую запретную силу «Безжалостная ржавчина» алтарю на вершине горы. По дороге они встречают скульптора Роберто Арнольди, который соглашается выточить из камня новых монстров. Однако он понимает всё не так и создаёт каменных садовых гномов. Тем не менее Монстрокс оживляет их и насылает на королевство. |                                                  |                   |                 |                 |                           |
| 4 | «Rotten Luck» «Гнилое счастье»                   | Джерри Фордер     | Марк Хоффмейер  | 25 февраля 2017 | 0.76                      |
| Джестро и Монстрокс находят новую запретную силу «Всепоглощающий тлен» и вновь нападают на королевство, чтобы приманить Нексо-рыцарей в ловушку. В это время Нексо-рыцари узнают о таинственной болезни Клэя, которая медленно превращает его в камень. Оставшись без лидера, рыцари вынуждены сражаться с превосходящими силами каменных монстров. Но Клэй не остаётся в стороне, Робин разрабатывает для него боевые доспехи.                                                                                          |                                                  |                   |                 |                 |                           |
| 5 | «Storm Over Rock Wood» «Буря над каменным лесом» | Стью Гэймбл       | Эрни Альтбэкер  | 4 марта 2017    | 0.77                      |
| Джестро и Монстрокс используют робота Гуда и его вольных роботов, чтобы заманить Нексо-рыцарей в ловушку в каменном лесу. Лишившись своих щитов, рыцарям приходится полагаться лишь на Клэя в его боевых доспехах. |                                                  |                   |                 |                 |                           |
| 6 | «Miner Setback» «Неудачливый шахтёр»             | Джерри Фордер     | Марк Хоффмейер  | 11 марта 2017   | 0.65                      |
| Каменные монстры похищают жителей королевства для грязной работёнки в шахтах, где покоятся гранитные братья — могучие монстры, превращённые в камень. Тем временем Нексо-рыцари обзаводятся новыми боевыми доспехами и спешат на помощь. |                                                  |                   |                 |                 |                           |
| 7 | «Knight at the Museum» «Рыцарь в музее»          | Шон Пол Вермьюлен | Марк Хоффмейер  | 18 марта 2017   | 0.66                      |
| Джестро и скульптор Роберто Арнольди проникают в музей, чтобы выкрасть очередную запретную силу, и оказываются запертыми внутри вместе с Нексо-рыцарями и оживлёнными каменными экспонатами. |                                                  |                   |                 |                 |                           |
| 8 | «Hot Rock Massage» «Массаж горячими камнями»     | Джерри Фордер     | Марк Хоффмейер  | 25 марта 2017   | 0.63                      |
| Джестро и Монстрокс в поисках новой запретной силы забредают в деревню Бёрнингем, построенную лавовыми монстрами, которые разбежались после уничтожения Книги Монстров. Лавовые монстры больше не намерены подчиняться Монстроксу и отказываются отдать запретную силу «Обжигающего взрыва». |                                                  |                   |                 |                 |                           |
| 9 | «Rock Bottom» «Каменная бездна»                  | Шон Пол Вермьюлен | Марк Хоффмейер  | 8 апреля 2017   | 0.60                      |
| Монстрокс оживляет электрическую ведьму Руину Сердцекаменную и поручает ей похитить королеву. По плану облака Нексо-рыцари бросаются спасти королеву, а Джестро в это время похищает запретную силу «Обжигающего взрыва» из Фортрекса. Клэю удаётся спасти мать Мэйси от монстров, но сам он обращается в камень. |                                                  |                   |                 |                 |                           |
| 10 | «In Charge» «Ответственный»                      | Джерри Фордер     | Марк Хоффмейер  | 8 апреля 2017   | 0.67                      |
| Джестро относит четвёртую запретную силу на гору Громострокс, и Монстрокс получает новые силы из алтаря. Гигантское облако теперь намерено атаковать столицу и стереть память Мерлока. Тем временем новым лидером Нексо-рыцарей становится Аарон. Ему теперь предстоит не только вести рыцарей за собой, но и победить Монстрокса. |                                                  |                   |                 |                 |                           |

### Сезон 4 (2017)
| № | Название                                                            | Режиссёр          | Авторы сценария  | Дата премьеры   | Зрители США (в миллионах) |
| --- | ------------------------------------------------------------------- | ----------------- | ---------------- | --------------- | ------------------------- |
| 1 | «Weekend at the Halberts» «Выходные у Хальбертов»                   | Алан Симпсон      | Марк Хоффмейер   | 21 августа 2017 | 0.57                      |
| После победы над Монстроксом всё королевство впало в уныние, а Нексо-рыцари не спешат сообщить королю о том, что Клэй обратился в камень. Тем не менее король решает устроить торжество, чтобы поднять настроение своим поданным. В это время Джестро с каменными монстрами пытаются уничтожить Фортрекс. |                                                                     |                   |                  |                 |                           |
| 2 | «The Gray Knight» «Серый рыцарь»                                    | Джерри Фордер     | Марк Хоффмейер   | 22 августа 2017 | 0.53                      |
| Джестро и Монстрокс находят запретную силу «Дикого испуга» и вновь нападают на королевство. Четвёрка рыцарей успешно справляется с каменными монстрам, и тогда облако решает оживить каменного Клэя. Лишь заклинание Мерлока сможет вернуть серого рыцаря на сторону добра. |                                                                     |                   |                  |                 |                           |
| 3 | «The Good, the Bad and the Tightwad» «Хороший, плохой и Жадингем»   | Шон Пол Вермьюлен | Марк Хоффмейер   | 23 августа 2017 | 0.56                      |
| Клэй оказывается заброшен заклинанием Мерлока в Недохолм — самый бедный городок Найтонии. Серый рыцарь потерял память, и его амнезией решил воспользоваться Жора Жадингем для своих целей. |                                                                     |                   |                  |                 |                           |
| 4 | «In His Majesty's Secret Service» «На тайной службе Его Величества» | Джерри Фордер     | Дэвид Макдэрмотт | 24 августа 2017 | 0.51                      |
| Джестро и Монстрокс всё ещё считают, что Клэй остался злодеем. Этим и решили воспользоваться Нексо-рыцари, чтобы разузнать главный план Монстрокса. В пристанище монстров Клэй знакомится с Руиной Сердцекаменной, с которой чувствует связь. |                                                                     |                   |                  |                 |                           |
| 5 | «The Stranger in the Halps» «Странники в Гальпах»                   | Алан Симпсон      | Марк Хоффмейер   | 25 августа 2017 | 0.57                      |
| После встречи с Руиной Клэй решает помедитировать, чтобы взять контроль над своим гневом, который пробудил Монстрокс. В это время рыцарям приходится несладко, ведь Джестро находит новую запретную силу и с помощью неё пополняет свои войска. Тогда Нексо-рыцари обращаются к специалисту по разрушению камня Великому Роковскому, который живёт отшельником в Гальпах. |                                                                     |                   |                  |                 |                           |
| 6 | «Krakenskull» «Спрутоглав»                                          | Джерри Фордер     | Джон Деревлэни   | 28 августа 2017 | 0.49                      |
| Жадно-рыцари находят подземную гробницу древнего полководца Спрутоглава и его войска. Жора Жадингем продаёт каменные статуи Монстроксу, который тотчас оживляет их. Спрутоглав на своём могучем звере, владеющем комбинацией 2 запретных сил, с лёгкостью побеждает Нексо-рыцарей. Но серый рыцарь Клэй, движимый жаждой мести, обращает в бегство всех монстров. |                                                                     |                   |                  |                 |                           |
| 7 | «Krakenskull» «Каменное сердце»                                     | Алан Симпсон      | ФМ де Марко      | 29 августа 2017 | 0.55                      |
| Клэй всё больше утопает в собственном гневе и во время столкновения с Руиной Сердцекаменной узнаёт правду о своём происхождении. Понимая, что его гнев приведёт лишь к бедам, он заставляет Мэйси использовать на нём нексо-силу, чтобы вновь обратиться в камень. |                                                                     |                   |                  |                 |                           |
| 8 | «Between a Rock and a Hard Place» «Между камнем и наковальней»      | Джерри Фордер     | Эрни Альтбэкер   | 30 августа 2017 | 0.53                      |
| Мерлок рассказывает Нексо-рыцарям историю о Клэе и его матери Ванде, вставшей на сторону Монстрокса и взявшей имя Руины. Тем временем Джестро находит последнюю запретную силу и спешит отнести её на гору Громострокс, чтобы пробудить каменного великана-разрушителя. |                                                                     |                   |                  |                 |                           |
| 9 | «March of the Colossus» «Шествие великана-разрушителя»              | Алан Симпсон      | Марк Хоффмейер   | 31 августа 2017 | 0.48                      |
| Монстрокс в виде великана-разрушителя начинает своё разрушительное шествие по королевству. Его цель лишь одна: захватить королевство и стереть его с лица земли. Нексо-рыцари в обновлённых боевых доспехах пытаются остановить великана и найти его слабое место, но каменные монстры всеми силами защищают хозяина. Тем временем Робин работает над своим секретным проектом, который, возможно, является последним шансом на спасение королевства. К нему присоединяется Клэй, вернувшийся в человеческому облику. |                                                                     |                   |                  |                 |                           |
| 10 | «Tha Fall» «Падение»                                                | Джерри Фордер     | Марк Хоффмейер   | 1 сентября 2017 | 0.48                      |
| Каменный великан-разрушитель атакует столицу королевства. Каждый рыцарь встаёт на защиту города. Робин запускает свой секретный проект — огромную ракету и высаживает рыцарей прямо на голову великана. Единственным способом остановить Монстрокса является уничтожение алтаря запретных сил. |                                                                     |                   |                  |                 |                           |